# 小行星133296
小行星133296（133296 Federicotosi）是一颗绕太阳运转的小行星，为主小行星带小行星。该小行星于2003年9月发现。
該小行星以義大利天文學家費德里科·托西（Federico Tosi）命名。

## 轨道参数
小行星133296的轨道半长轴为407 330 288 km（2.7228348 UA），离心率为0.15。